# اوسوالد فالک
اوسوالد فالک (انگلیسی: Oswald Falch; ۲۱ ژوئیهٔ ۱۸۸۴ – ۱۳ فوریهٔ ۱۹۷۷) ژیمناست هنری اهل نروژ بود.